# 片桐周太郎
片桐周太郎（1989年3月21日—）,日本作曲家、编曲家。东京都出身。隶属于supa love事务所。
主要为AKB48等偶像组合作曲，也参与动画歌曲的制作。

## 作品
AKB48
- 《某人投的球》（作曲）
- 《鞋和伞的故事》（作曲・編曲）（みんなのうた）
- 《光与影的每一天》（作曲）

NMB48
- 《尼采前辈》（作曲・編曲）

乃木坂46
- 《谜样涂鸦》（作曲）
- 《要考虑生活》（作曲）

小嶋坂46
- 《风的螺旋》

渡邊麻友
- 《纯情苏打水》（作曲・編曲）

岩佐美咲
- 《鞋和伞的故事 (岩佐美咲版本)》（作曲）

《美妙天堂》
- 插曲《0-week-old》（第26話）（作曲・編曲）
- 《プリパラ☆ダンシング!!!》（作詞・作曲・編曲）

《疾走王子》
- キャラソン《Who is the Winner》（作曲・編曲）